# Atlétiko Saliña
Sport Club Atlétiko Saliña is een Curaçaose amateurvoetbalclub uit de wijk Saliña van Willemstad. De club werd in 2008 opgericht en speelt op het kunstgrasveld van Sport- en ontspanningvereniging Asiento aan de Rust & Burghlaan. Atlétiko Saliña neemt met jeugdteams in verschillende leeftijdsklassen deel aan de competities van de Curaçaose voetbalbond.